# Petter Martinsen
Petter Marentius Martinsen (Sarpsborg, 14 mei 1887 - Sarpsborg, 27 december 1972) was een Noors turner.
Martinsen won tijdens de Olympische Zomerspelen 1912 de gouden medaille in de landenwedstrijd vrij systeem.

## Olympische Zomerspelen
| Jaar | Plaats    | Resultaten                   |
| ---- | --------- | ---------------------------- |
| 1912 | Stockholm | landenwedstrijd vrij systeem |